# Роман Калињин
Роман Калињин (рођ. 1966) руски је активиста за геј права. Био је издавач часописа ТЕМА, првих руских новина за гејеве и лезбијке. Калињин је познат по свом доприносу у борби против покушаја совјетског пуча у августу 1991. године. Калињин је такође заговорник права оболелих од ХИВ-а/сиде и предузетник.

## Биографија
Калињин је стекао националну препознатљивост у младости. Са 24 године постао је суоснивач Московског савеза лезбијки и хомосексуалаца (МСЛХ). Када је ова организација представљена на међународној конференцији за штампу 1990. године, Калињин, тада млади студент, и Јевгенија Дебрјанска били су једини чланови који су навели своја пуна имена, чиме су практично постали прве „аутоване” квир особе у Русији. Савез је такође почео да објављује часопис ТЕМА (Тема), који је основан да би помогао у остваривању циља потпуне равноправности за особе различите сексуалне оријентације. Био је то први часопис са изразито геј тематиком у Русији. Немогућност вођења конструктивног дијалога са властима довела је до поделе у организацији МСЛХ на радикално и умерено крило. Након тога, Калињин је постао једини уредник и издавач ТЕМЕ.
Калињин је био кандидат Либертаријанске партије РСФСР на председничким изборима у Руској Федерацији у јуну 1991. године. Неки извори наводе да је његова кандидатура била замишљена као шала, али је у Русији схваћена озбиљно, те је дисквалификован због година.
Током совјетског пуча у августу 1991. године, Калињин и његови сарадници-активисти радили су против преузимања власти штампајући и дистрибуирајући указе Бориса Јељцина. Прве информације о плану добио је 18. августа из извора у Сан Франциску. Према изјави председавајуће Представничког дома САД Ненси Пелоси, осим улоге у заустављању пуча, Калињин је упозорио и гејеве и лезбијке у Совјетском Савезу, који би због своје сексуалне оријентације одмах постали мета прогона током преузимања власти. Заједно са Дебрјанском, Калињин је позван од стране фондације Стоунвол (Stonewall Foundation) и Савеза гејева и лезбијки против клевете (Gay and Lesbian Alliance Against Defamation) на турнеју по Сједињеним Државама. Током тог периода, часопис The Advocate прогласио га је за мушкарца године. Према том издању часописа, Калињинов рад је отворио пут многим совјетским лезбијкама и геј мушкарцима да се аутују.
Калињин је такође био заговорник права оболелих од сиде. Разоткривао је насилне правне репресије над особама које су патиле од ове болести. У неколико публикација детаљно је описао како су полиција и КГБ били укључени у надзор и уцењивање оних који су били ХИВ позитивни. Његове иницијативе и јавни наступи били су осмишљени да привуку пажњу. Једном приликом је предводио групу која је делила кондоме делегатима 28. конгреса Комунистичке партије у циљу унапређења превенције сиде.
Године 1993. Калињин је отворио клуб Андерграунд (Underground), намењен квир клијентели. Налазио се у близини Кремља и, за разлику од својих претходника попут дискретног Кафе Садко, Андерграунд је био први отворено и изричито геј бар у Русији. Успех овог бара отворио је пут за отварање сличних локала у Москви до 1995. године.